# Sebastian Knauer (Autor)

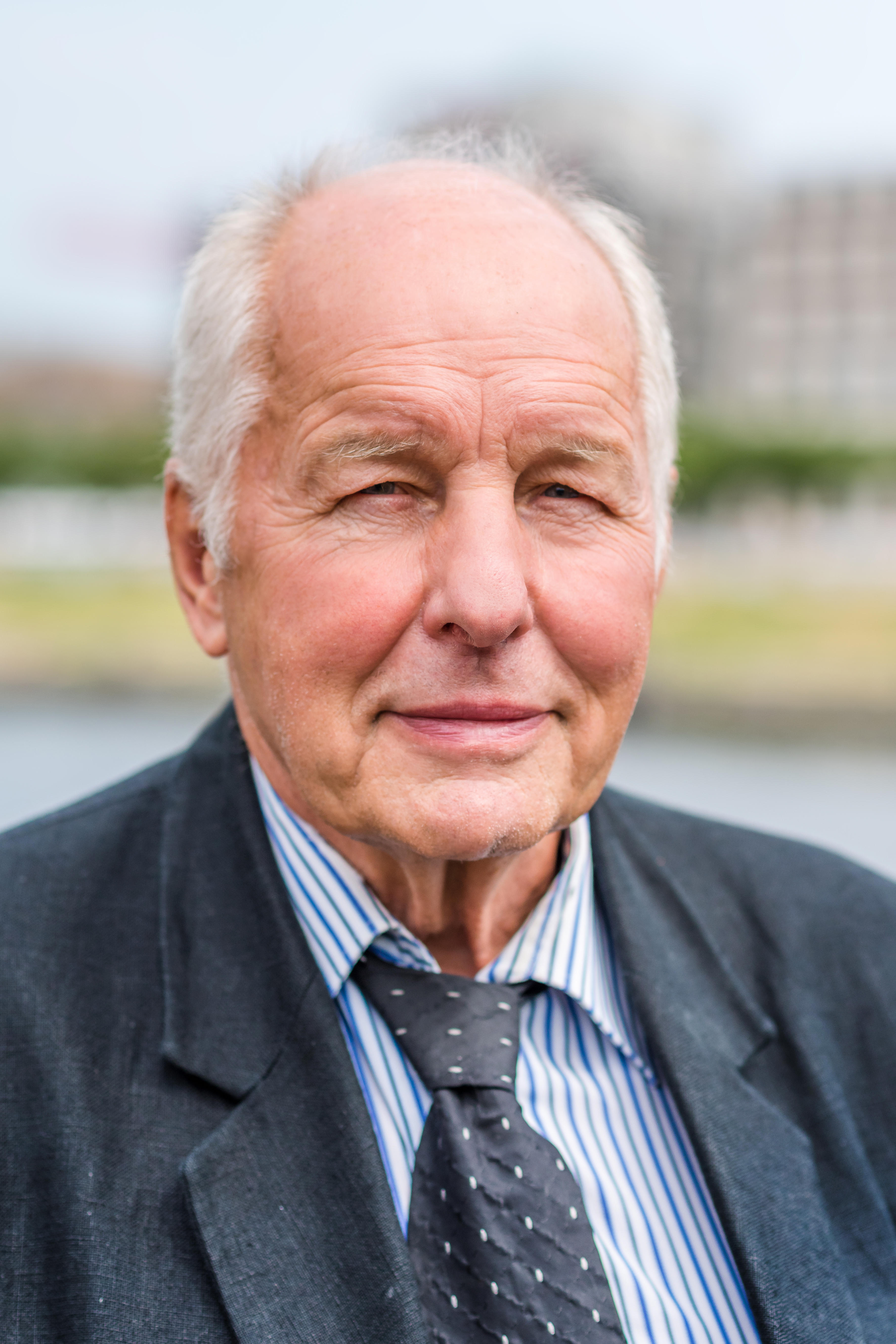
Sebastian Knauer, 2023

Sebastian Knauer (* 14. Mai 1949 in Mannheim) ist ein deutscher Journalist und Autor.

## Leben
Sebastian Knauer studierte an Hochschulen in München, Mannheim und Montreal; er beendete das Studium als Diplom-Volkswirt. Ab 1970 war er journalistisch tätig für deutsche Rundfunkanstalten und die Deutsche Presse-Agentur. Ab 1977 gehörte er der Redaktion der Illustrierten Stern an.
Große Bekanntheit erlangte er 1987, als er bei Recherchen über die Barschel-Affäre im Genfer Hotel Beau-Rivage in das von  Uwe Barschel angemietete Hotelzimmer eindrang, dort dessen Leichnam in der Badewanne auffand und das berühmte und gleichzeitig auch eines der umstrittensten Fotos der Pressegeschichte schoss.
Von 1988 bis 2010 war Knauer Mitglied der Politikredaktion des Nachrichtenmagazins Der Spiegel und betreute bis 2015 Stiftungsprojekte der SPIEGEL-Gruppe, wie die Aufbauinitiative Deutsches Pressemuseum und das Portal Haus der Pressefreiheit.
Ab 2000 nahm er einen Lehrauftrag am Institut für Journalistik und Kommunikationswissenschaft der Universität Hamburg wahr und ist als Dozent für die Fundraising Akademie Frankfurt/Main, Ausbildungsgang CSR-Manager tätig. 2018 verließ er wegen mangelnder Transparenz und Greenwashing nach zehn Jahren die Jury des CSR-Award des Kolping Bildungswerks, Stuttgart, vormals CSR-Forum dokeo.
Knauer engagiert sich ehrenamtlich an der Hamburger Hauptkirche St. Katharinen, bei dem Aufbau und der Musikpflege des Rekonstruktionsprojekt „eine Orgel für Bach“ in der Stiftung Johann Sebastian (SJS), im Rahmen der Organisation des jährlichen Konzertformats „Zappa spielt für Bach“ seit 2008 sowie den CD-Publikationen Edition-SJS.
Neben seiner journalistischen Arbeit veröffentlichte Sebastian Knauer Sachbücher und Kriminalromane.

## Werke
- Kein schöner Land, Hamburg 1979 (zusammen mit Emanuel Eckardt)
- Lieben wir die USA?, Hamburg 1987
- Bitte nicht stören, Zürich 1994
- Bitte nicht hinauslehnen, Berlin 1995
- Erich lebt, Berlin 1999
- Die Recherche, Frankfurt am Main 1999
- Tödliche Kantaten, Hamburg, 2011
- Mörderisches Mozartkind, Hamburg 2018

## Herausgeberschaft
- Umweltgipfel in Rio, Hamburg 1992
- Der Wald stirbt weiter, Hamburg 1992
- Europa im Aufbruch, Hamburg 1993
- Operation Gomorra, Hamburg 1993
- Tag der Deutschen Einheit, Hamburg 1993
- Weg aus der Krise?, Hamburg 1993
- „An vorderster Front“, Hamburg 1994
- Kahlschlag für den Kiosk?, Hamburg 1994
- Zwei Vaterländer?, Hamburg 1994
- Spione im All, Hamburg 1995
- Barschel – die Akte, Berlin 2009